# Iodes nectarifera
Iodes nectarifera är en tvåhjärtbladig växtart som beskrevs av Joseph Marie Henry Alfred Perrier de la Bâthie. Iodes nectarifera ingår i släktet Iodes och familjen Icacinaceae. Inga underarter finns listade i Catalogue of Life.